# Google Kalender
Der Google Kalender oder Google Calendar ist ein Onlinedienst zur privaten Terminverwaltung des US-amerikanischen Unternehmens Google. Die Anwendung wurde am 13. April 2006 erstmals in der Öffentlichkeit vorgestellt und verließ die Betaphase im Juli 2009. Benutzer müssen ein Google-Konto haben, um Google Kalender zu verwenden. Der Kalender ist sowohl als Web-Version als auch als mobile App für Android und iOS verfügbar.

## Basisfunktionen

Logo von Google Kalender bis September 2020

Google Kalender ermöglicht das Erstellen und Bearbeiten von Kalendern mit Terminen und Erinnerungen durch einen Benutzer mit Google-Konto. Andere Benutzer können zu Terminen eingeladen werden, dabei bekommt der Eingeladene eine E-Mail mit einer u.-A.-w.-g.-Anfrage. Ist er selbst Google-Kalender-Anwender, wird der Termin auch direkt in seinen Kalender eingetragen. Kalender können mit anderen Benutzern geteilt werden. Mit der Quick-Add-Technologie können in Kombination mit Gmail Termininformationen aus E-Mails automatisch zum Kalender hinzugefügt werden. Über Termine kann man sich per E-Mail und per Pop-up erinnern lassen. Seit Anfang Mai 2007 lassen sich diese Benachrichtigungen zeitlich unabhängig einstellen. Der Kalender ist ähnlich wie Google Mail vollständig durchsuchbar. Die Kalenderinformationen stehen durch RSS- und iCalendar-Web-Feeds und als Druckversion zur Verfügung. Ein Import von Kalendern ist im iCal- oder CSV-Format möglich, ein Export nur per iCal.

## Geschichte
Seit Juli 2008 bietet Google Kalender auch das CalDAV-Protokoll an, mit dem Terminverwaltungsprogramme ohne weitere Plugins synchronisiert werden können.
Zunächst war für den Kalender noch eine aktive Internetverbindung notwendig. Seit März 2009 konnte der Kalender jedoch in Verbindung mit Gears auch offline verwendet werden. Allerdings konnten die Termine im Offline-Modus anfangs nur eingesehen, aber nicht editiert werden. Auch das Einfügen oder Löschen von Terminen war vorerst nur bei vorhandener Internetverbindung möglich.
Im Jahr 2010 hat Google die Möglichkeit ergänzt, für einzelne Termine die Zeitzone auszuwählen. Das Fehlen dieser Funktion hatte zuvor für Kritik gesorgt.
Eine Aktualisierung vom August 2015 ermöglicht es, Termine aus Gmail zu importieren und bei Terminänderungen an dieselbe E-Mail-Adresse auch automatisch aktualisieren zu lassen.
Seit Dezember 2015 ist es möglich, Erinnerungen zu erstellen, die es Benutzern ermöglichen, Aufgaben terminiert abzuspeichern. Diese Aufgaben werden dann wie reguläre Termine im Kalender angezeigt. Als Cross-Service-Feature werden die Erinnerungen auch in der Google Inbox, Google Now und Google Notizen angezeigt.
Im Januar 2016 ergänzte Google den Feiertagskalender um die Feiertage von 54 weiteren Ländern, womit die Anwendung über insgesamt 143 länderspezifische Feiertagskalender verfügt. Außerdem wurde eine Funktion zur intelligenten Vervollständigung von Terminfeldern, wie etwa Adressen oder Kontaktinformationen vorgestellt.
Die Möglichkeit, Ziele zu stecken, gibt es seit April 2016. Diese kann die Applikation selbst in passende Zeitfenster im Kalender integrieren. Seit Januar 2017 ist diese Funktion mithilfe der Apps Google Fit und Apple Health so erweitert worden, dass bei bestimmten Zielen auch der Fortschritt verfolgt werden kann.
Seit März 2017 unterstützt die Google Kalender App auch das Apple iPad. Kurz darauf wurde bekannt gegeben, dass nun auch Familienkalender angelegt werden können. Mehrere Benutzer können dabei gemeinsam Termine anlegen, die dann in einem eigenen Bereich erscheinen.
Laut einer Sprecherin von Google wurden Mitte 2024 Hinweise auf den Black History Month, den Women’s History Month, den Internationalen Tag des Gedenkens an die Opfer des Holocaust und ähnliche Veranstaltungen, die keine nationalen Feier- oder Gedenktage darstellen, aus dem Google Kalender entfernt.